# 65. pehotna divizija (ZDA)
65. pehotna divizija (izvirno angleško 65th Infantry Division) je bila pehotna divizija Kopenske vojske ZDA.